# فرودگاه بین‌المللی چارلستون
فرودگاه بین‌المللی چارلستون (به انگلیسی: Charleston International Airport) (به زبان بومی: Charleston Air Force Base) یک فرودگاه همگانی و نظامی بهره‌برداری هوایی با کد یاتا CHS است که یک باند فرود آسفالت دارد و طول باند آن ۲۱۳۵ متر است. این فرودگاه در کشور ایالات متحده آمریکا قرار دارد و در ارتفاع ۱۴ متری از سطح دریا واقع شده‌است.

## شرکت‌های هواپیمایی و مقصدهای پروازی

### مسافری

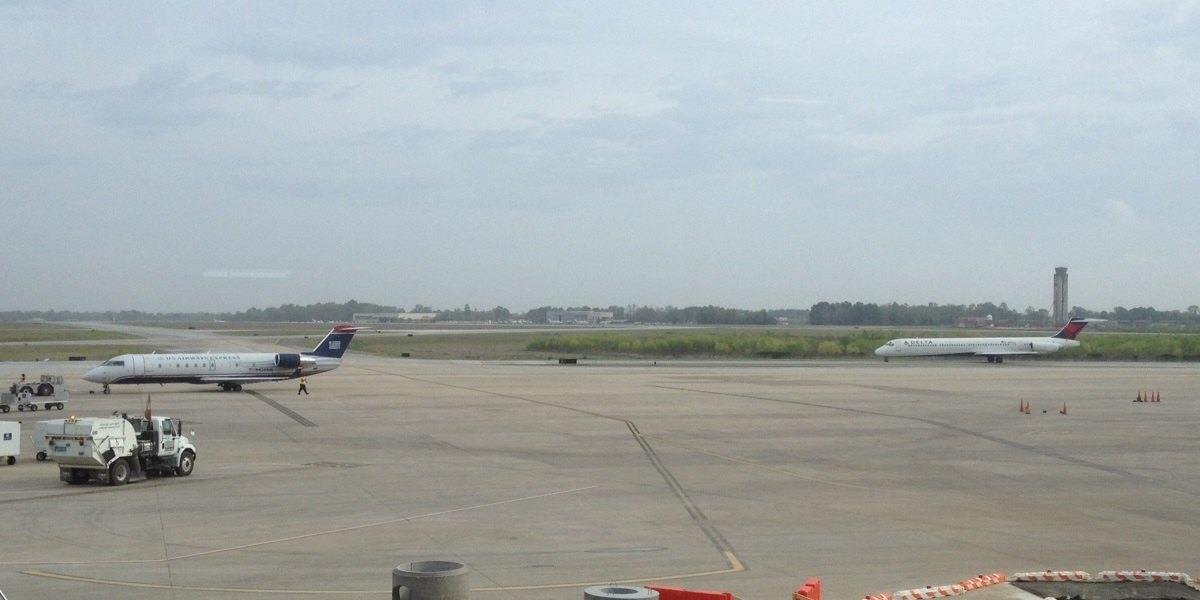
View of the airfield from the passenger terminal

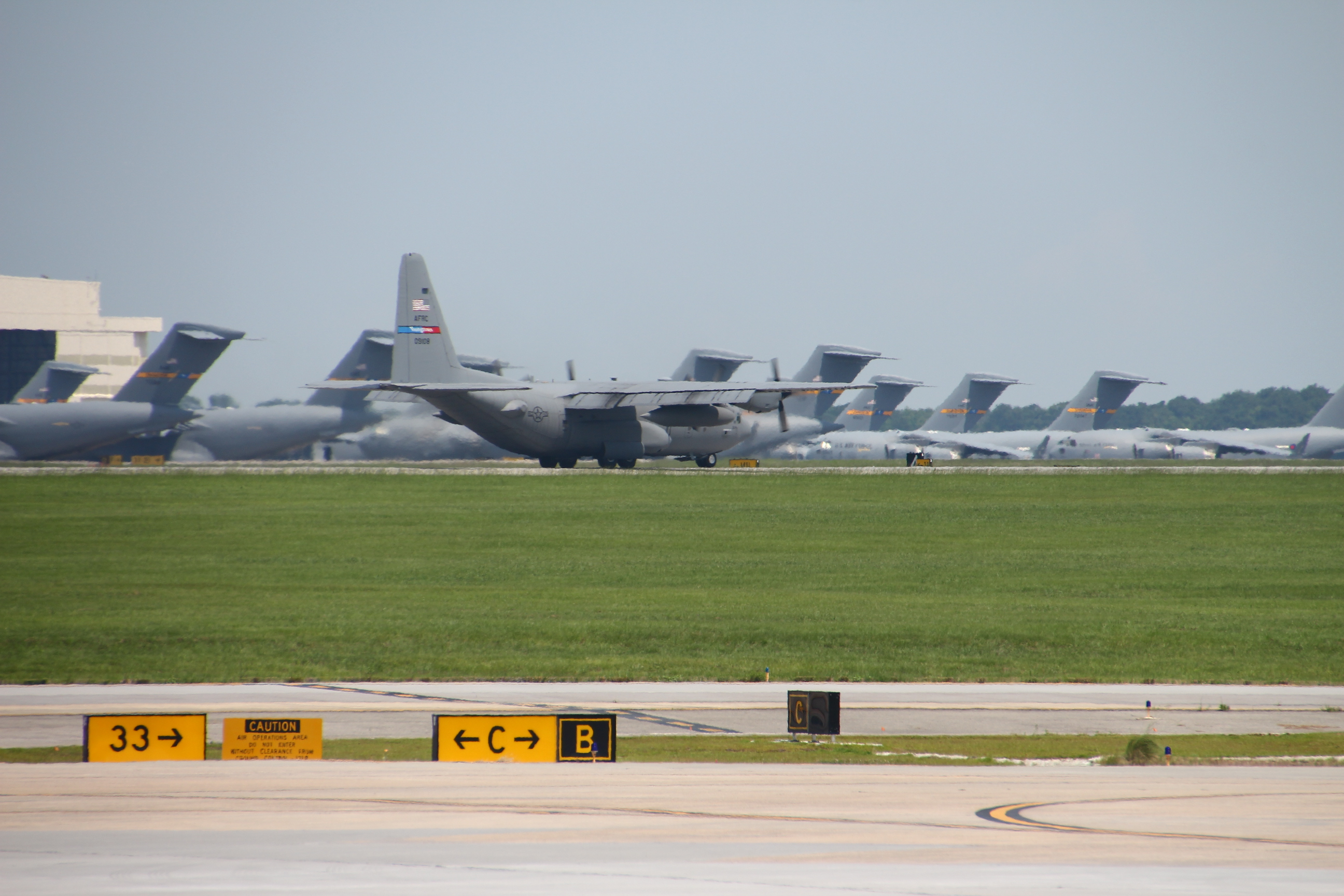
View of Charleston Field, a U.S. Air Force base

| شرکت‌های هواپیمایی | مقصدهای پروازی |
| ----------------- | --- |
| آلاسکا ایرلاینز   | سیاتل-تاکوما |
| امریکن ایرلاینز   | شارلوت داگلاس، دالاس-فورت ورث                                                                                             |
| امریکن ایگل       | شارلوت داگلاس، دالاس-فورت ورث، میامی، فیلادلفیا، ملی رونالد ریگان واشینگتن                                                |
| دلتا ایرلاینز     | هارتسفیلد-جکسون آتلانتا، جان اف کندی                                                                                      |
| دلتا کانکشن       | هارتسفیلد-جکسون آتلانتا، لوگان (برقراری مجدد از ۳ مارس ۲۰۱۸), متروپولیتن شهرستان وین دیترویت، لاگواردیا فصلی: جان اف کندی |
| جت‌بلو             | لوگان، فورت لادردیل–هالیوود، جان اف کندی، ملی رونالد ریگان واشینگتن                                                       |
| ساوت‌وست ایرلاینز  | ثرگود مارشال بالتیمور واشینگتن، میدوی شیکاگو، دالاس لاو، دنور، نشویل سنت لوئیس، میزوری، ویلیام پی. هابی                   |
| یونایتد ایرلاینز  | لیبرتی نیوآرک فصلی: اوهر شیکاگو، دالس واشینگتن                                                                            |
| یونایتد اکسپرس    | اوهر شیکاگو، جرج بوش، لیبرتی نیوآرک، دالس واشینگتن فصلی: کلیولند هاپکینز                                                  |

### باری
| شرکت‌های هواپیمایی                   | مقصدهای پروازی |
| ----------------------------------- | --- |
| دی‌اچ‌ال اوییشن اجرا توسط اطلس ایر    | تد استیونز انکوریج، سینسیناتی/کنتاکی شمالی، تارانتو-گروتالی، پایگاه نیروی هوایی مک‌کونل، چوبو سنترایر، پایگاه هوایی پین |
| فدکس اکسپرس                         | ممفیس، نشویل |
| یوپی‌اس ایرلاینز اجرا توسط مارتین‌ایر | شهرستان کلمبیا، گرنویل-اسپارتانبورگ                                                                                    |